# Алехандро Альфаро
Алехандро Альфаро Ліхеро (ісп. Alejandro Alfaro Ligero; (23 листопада 1986 , Ла-Пальма-дель-Кондадо, Андалусія )) — колишній іспанський футболіст. Грав здебільшого на позиції правого вінгера, але часом міг виконувати роль другого страйкера.

## Кар'єра гравця
Альфаро є вихованцем молодіжної академії «Севільї», де його вважали перспективним футболістом. 2005 року його перевели до складу «Севільї Атлетіко» (фарм-клубу «Севільї»). В основному складі «Севільї» Альфаро дебютував 30 квітня 2006 року в матчі чемпіонату Іспанії проти «Реал Сосьєдада». Однак закріпитися в головній команді клубу він не зумів і наступні кілька сезонів продовжував грати за другий склад, де був одним з лідерів. 
Влітку 2008 року Альфаро віддали в оренду «Тенерифе» на рік. У новій команді він став одним з основних гравців, у сезоні 2008/2009 забив 20 голів в Сегунді й допоміг «Тенерифе» вийти до Прімери, де продовжив оренду ще на рік і також непогано себе проявив. 
Влітку 2010 року Альфаро повернувся до «Севільї». На початку сезону він досить часто виходив на поле, підміняючи травмованого Хесуса Наваса. 19 вересня 2010 року він забив гол у грі з Малага (футбольний клуб), в якій його команда перемогла 2-1. 4 листопада він двічі відзначився в домашній зустрічі з львівськими Карпатами в рамках Ліги Європи, що завершилася перемогою 4–0. Наступного тижня він знову вразив сітку в двох домашніх матчах, проти Валенсії (2–0, вийшов на заміну в другому таймі) і Реал Уніон (6–1, в рамках 1/16 Кубка Іспанії). Втім, стабільного місця в основному складі футболіст так і не одержав.
8 серпня 2011 року Альфаро перейшов до «Мальорки», яка заплатила за нього 700 тис. євро. Контракт з футболістом було підписано строком на п'ять років. Він вийшов у стартовому складі у своєму першому матчі, домашній поразці 1–0 від Еспаньйола. За три роки в «Мальорці» Альфаро зіграв понад сто матчів, залишився в команді й після її вильоту до Сегунди 2013 року.
Влітку 2014 року мав відбутися перехід Альфаро до грецького «Панатінаїкоса», однак на медогляді у гравця було виявлено проблеми зі здоров'ям. 28 серпня 2014 року Алехандро підписав дворічний контракт з клубом «Реал Вальядолід». У «Вальядоліді» Альфаро грав нерегулярно, за два сезони провів лише 20 матчів у всіх турнірах.
В липні 2016 року як вільний агент Альфаро уклав договір на рік з Кордовою. 23 липня 2019 року, після того, як його команда вилетіла до Сегунди Б, він уклав договір на два роки з клубом Сегунди Б Еркулесом.

### Завершення кар'єри футболіста і наступна робота
18 вересня 2020 оголошено, що Альфаро пішов працювати в Осасунау на посаді скаута, а це означало завершення його кар'єри футболіста. До обов'язків Альфаро входитиме стеження за гравцями здебільшого на півдні Іспанії. За словами Альфаро, цю посаду йому запропонували Брауліо Васкес і Хосе Антоніо Ката Прієто зі штабу Осасуни, яких він знав за спільним часом у Вальядоліді.

## Особисте життя
Двоє братів Альфаро також футболісти: Хуан Хосе (1981), півзахисник, закінчив Ла Масію в Барселоні, але всю кар'єру провів у Сегунді Б та ще нижчих лігах. Хесус, нападник, пройшов через юнацьку школу Севільї, а потім зіграв кілька сезонів за Севілью Б.

## Досягнення
Севілья
- Кубок Іспанії з футболу: 2006–2007
- Ліга Європи: 2006–2007